# Schokker

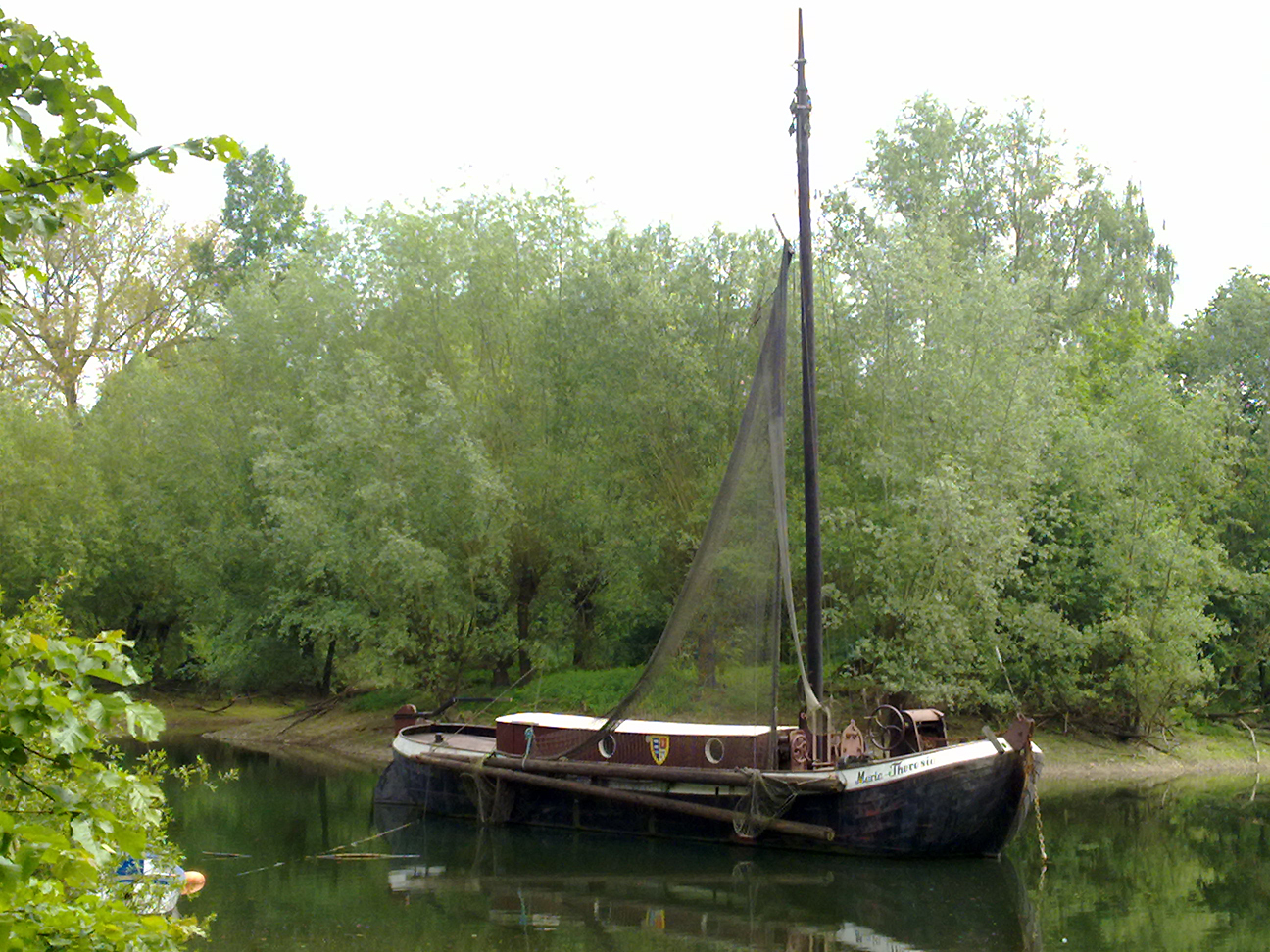
Historischer Aalschokker „Maria Theresia“ (1893) vor der Mündung der Sieg in den Rhein

Schokker bezeichnet einen bis ins 19. Jahrhundert gebräuchlichen niederländischen Schiffstyp. Schokker waren Fischereisegelschiffe, die in der Zuiderzee verwendet wurden und sich insbesondere durch den sogenannten Schokkerbaum auszeichneten, eine ausschwenkbare Vorrichtung zum Fischfang mit Schleppnetzen. Der Schiffstyp hat seinen Namen nach der Insel Schokland in der Zuidersee.
Diese Wasserfahrzeuge werden vereinzelt noch auf dem Rhein zum Aalfang eingesetzt.

## Aalfang auf Flüssen

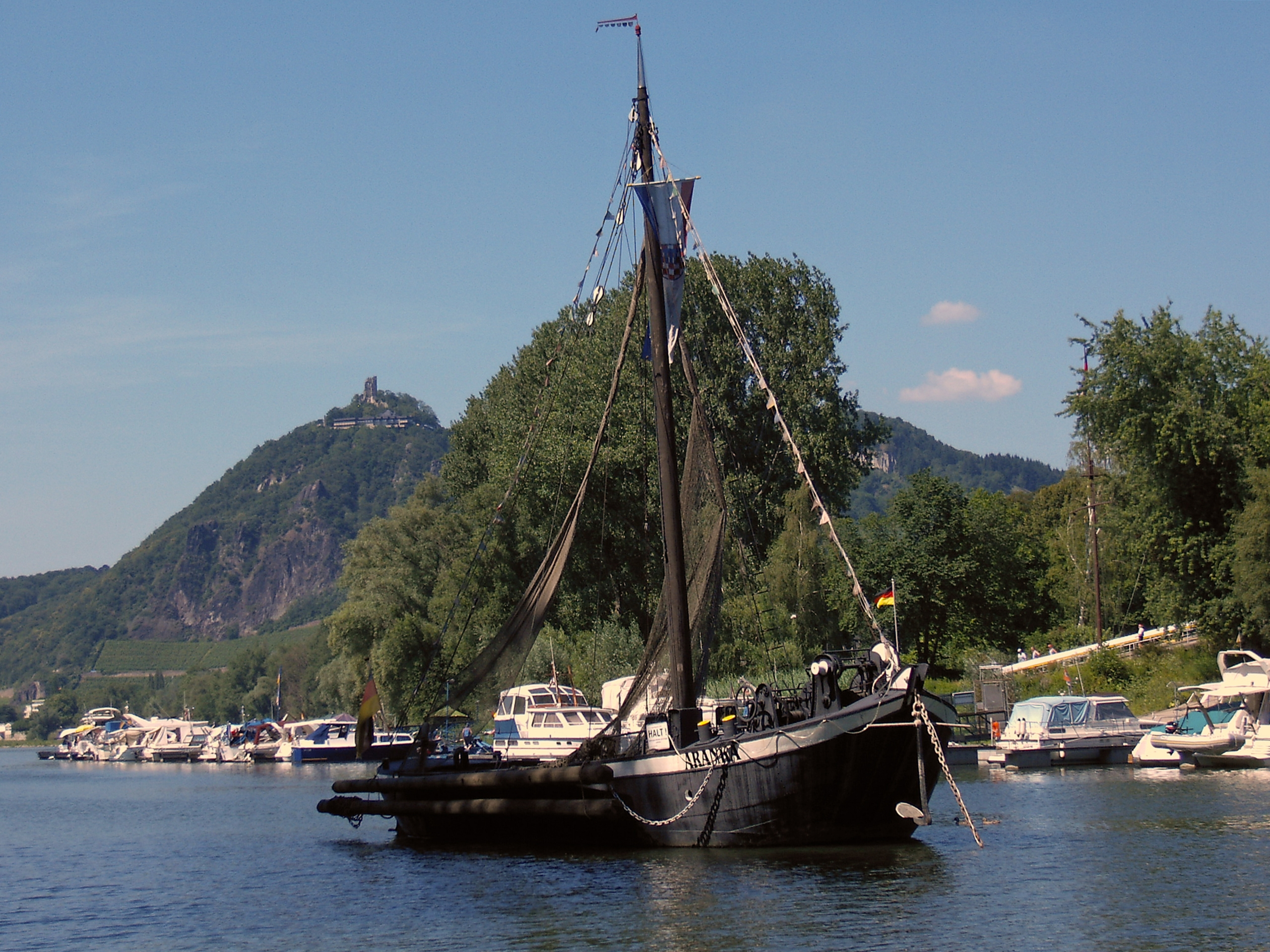
Der Aalschokker „Aranka“ vor der Insel Grafenwerth mit Blick zum Drachenfels

Zum Fang wurde der Aalschokker abends in den Fluss geschleppt und verankert. Über Rollen am Mast liefen die Seile, an denen das Aalnetz befestigt war. Das Aalnetz wurde seitlich vom Schokker an der Stelle mit der stärksten Strömung des Flusses ausgelegt. Nur mit Seilwinden konnte das Netz ausgelegt und eingeholt werden.

### Rhein

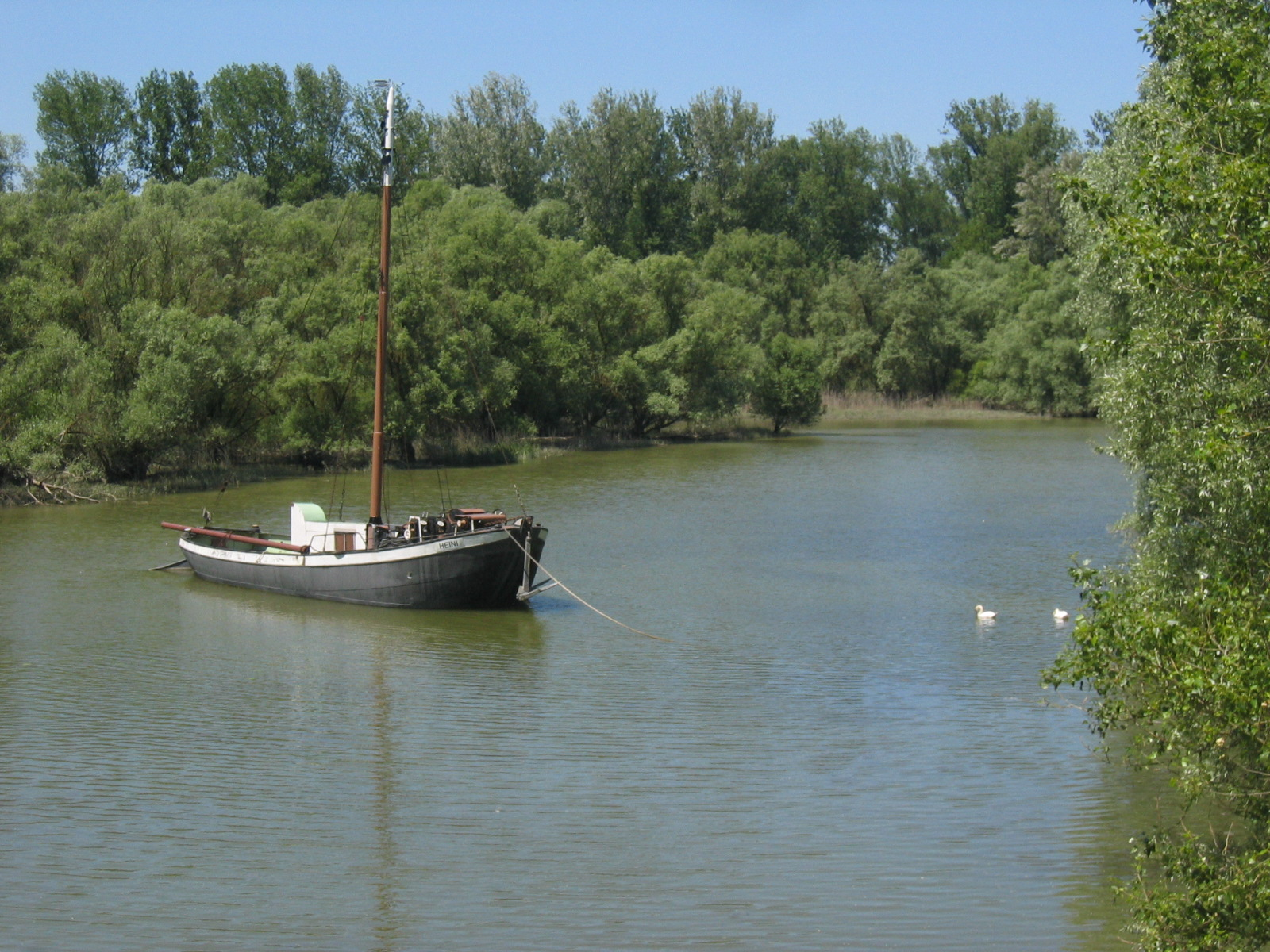
Aalschokker „Heini“ auf dem Altrhein bei Rastatt

Mit Beginn der Nachtschiffahrt in den 50er Jahren wurde die Fischerei mit den Aalschokkern an verschiedenen Orten am Rhein eingestellt. Zwei der letzten Schokker taten bis in die 1980er Jahre ihren Dienst und liegen nun auf dem Altrhein bei Rastatt-Wintersdorf beziehungsweise auf dem Rhein zwischen der Insel Grafenwerth und Bad Honnef bei Bonn als bewegliches Denkmal vor Anker. Der 1990 außer Dienst gestellte Aalschokker „Aranka“ ist zu einem beliebten Fotomotiv und Wahrzeichen Bad Honnefs geworden und wurde im September 2016 als Museum zur Geschichte des Fischfangs umgestaltet. Vereinzelt werden Schokker auch heute noch auf dem Rhein verwendet.

### Weser

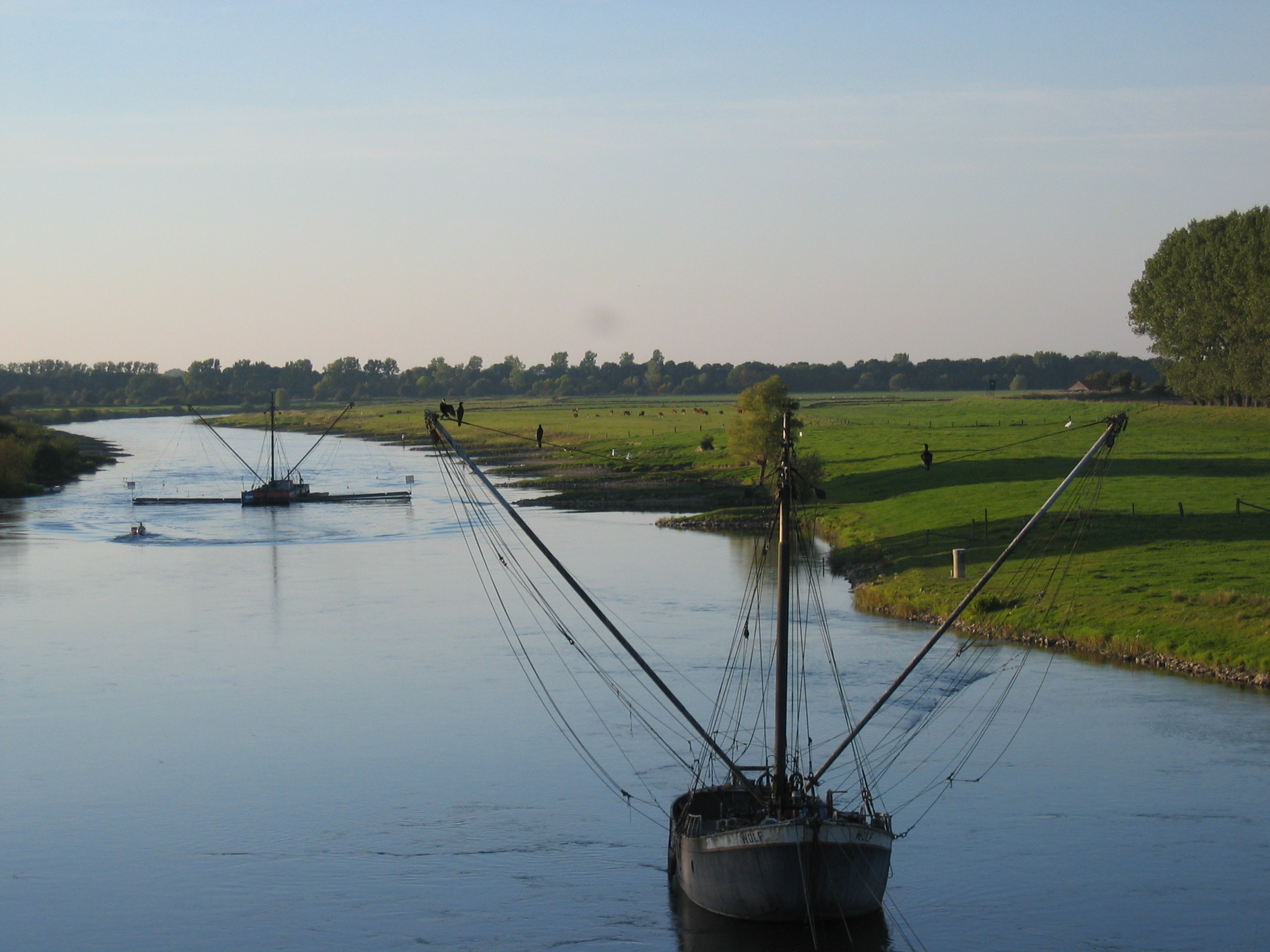
Aalfänger "Wolf" bei Schlüsselburg

Bei Schlüsselburg liegen zwei Schokker fest vertäut, die immer noch von dem letzten verbliebenen Berufsfischer Nordrhein-Westfalens betrieben werden. Die Binnenschifffahrt wird über den Schleusenkanal umgeleitet, so dass die Schokker kein Hindernis darstellen.

## Technische Denkmale (Auswahl)
- in Monheim am Rhein, Stadtteil Baumberg: Aalschokker „Fiat Voluntas“ als Aalfischerei-Museum
- in Mannheim
- in Rastatt: Aalschokker „Heini“
- in Speyer: Aalschokker „Paul“
- in Gernsheim: Aalschokker an der Hafeneinfahrt zum Sportboothafen
- in Rüdesheim: Aalschokker „Eugenie“ im Hafen beim Rüdesheimer Yacht-Club
- in Troisdorf-Bergheim: Aalschokker „Maria Theresia“ im Sieg-Altwasser „Diescholl“
- in Lohr am Main, an der Mainlände in Lohr
- in Bad Honnef: Aalschokker „Aranka“
- in Brohl-Lützing Aalschocker „Katharina“
- in Düsseldorf, der nur als „Aalschokker“ bezeichnete Fischerkahn „Dü1“, im „Alten Hafen“ (1996–Juni 2024)[5] 51°13'28,20"N 6°46'15,01"O